# Downtown Train
Downtown Train è una canzone inclusa nell'album Rain Dogs di Tom Waits del 1985.
Rod Stewart incise una reinterpretazione del brano, la quale è entrata nella top ten della Billboard Hot 100 dopo esser stata pubblicata come singolo nel 1989. Chitarrista d'eccezione nella versione di Stewart fu Jeff Beck.
Bob Seger ha registrato una versione nel 1989, ma ha scelto di non pubblicarla perché la versione di Stewart era stata pubblicata in precedenza. Successivamente ha cambiato idea, pubblicando la versione della canzone nell'album retrospettivo Ultimate Hits: Rock and Roll Never Forgets e come singolo il 28 febbraio 2011.
Altri artisti hanno pubblicato cover del brano di Waits, tra cui Mary Chapin Carpenter, che lo incluse nel suo album di debutto del 1987, Hometown Girl, e Patty Smyth che nello stesso anno pubblicò una sua versione che si piazzò 95sima nella Billboard Hot 100. Il duo inglese Everything but the Girl ha prodotto una versione acustica del brano.